# Cleome arenitensis
Cleome arenitensis är en paradisblomsterväxtart som beskrevs av Craven, Lepschi och Fryxell. Cleome arenitensis ingår i släktet paradisblomstersläktet, och familjen paradisblomsterväxter. Inga underarter finns listade i Catalogue of Life.